# バルカン・ファウンドリー
バルカン・ファウンドリー(Vulcan Foundry)は、かつてイギリスのランカシャーのニュートン・ル・ウィローズに存在した機関車製造会社で、日本の鉄道会社とも関係が深い会社である。日本の鉄道開業の際、1号機関車を供給したことでも知られる。社名が似ているが、アメリカ合衆国の機関車製造会社であるバルカン・アイアン・ワークスとは関係は無い。

## 歴史
リバプール・アンド・マンチェスター鉄道向けに橋梁や分岐器等を生産する1832年に設立されたチャールズ・テーラー・アンド・カンパニーに端を発する。ニューカッスルの機関車製造工場から離れていたために、近場に製造、支援する会社が望まれていた。1832年、ロバート・スチーブンソンが共同設立人となって設立された。彼は数年間その地位に留まった。1847年、バルカン・ファウンドリーになり、1864年、有限責任会社になった。1898年からバルカン・ファウンドリー・リミテッドに社名を変えた。

## 蒸気機関車の製造
最初に製造した機関車は車軸配置が0-4-0であるテーラーとスチーブンソンというノース・ユニオン鉄道向けの機関車だった。スチーブンソンの設計したプラネットに似ていた。次は車軸配置2-2-0の後期プラネット形をウォーリントン・アンド・ニュートン鉄道のために製造した。また、レスター・アンド・スワニントン鉄道とバーミンガム・アンド・ダービー・ジャンクション鉄道から発注があった。
次に、アメリカ合衆国向けに、車軸配置4-2-0の機関車を製造した。これは世界初のボギー式機関車であった。1835年からはフランス、オーストリア、ロシアにも販路を広げた。整備関連の輸出は会社の全時期を通じて行った。同社の機関車はスチーブンソンの強い影響で長いボイラー(英語)の設計を特徴としていた。1852年にはインドのグレート・インディアン・ペニンシュラ鉄道でも走るようになった。
形態としては、多数のフェアリー式機関車を製造した。そこにはフェスティニオグ鉄道のタリアセン、NZR Eクラス(1872)(英語)のうちの1両であるジョセフィーヌなどが含まれる。また、フランジのない軸配置0-4-0Tの機関車を、アングルレールを使用していたトレデガーの製鋼所に納入した。
マシュー・カートレイ(英語)が設計したダブルフレームの貨物用機関車はミッドランド鉄道向けに製造された。輸出は健全に続行され、とくにインド、南アメリカに輸出した。第一次世界大戦後も、輸出は続いた。
1924年にロンドン・ミッドランド・アンド・スコティッシュ鉄道(LMS)が設立されてから、大きな数での発注が相次いだ。その中には、100両以上の0-6-0T形、65両のLMS コンパウンド4-4-0蒸気機関車を含んでいた。
1930年代の景気後退時でも、インド、タンガニーカ、アルゼンチンへの輸出があった。また、1934年にはLMSから車軸配置4-6-0のブラック・ファイブや車軸配置2-8-0機の大量発注があり、企業として存続できた。

## 第二次世界大戦時
1939年から軍需生産に携わり、マチルダII歩兵戦車の開発、生産を行った。1943年には供給省から400両の車軸配置2-8-0と50両の車軸配置0-6-0のサドルタンク機関車を受注した。
1944年、バルカン・ファウンドリーはロバート・スティーブンソン・アンド・ホーソンズ(英語)
を傘下に収め、1945年には車軸配置2-8-0の機関車を復興の進む欧州のUNRRA向けに受注した。
戦後、インドは独立してインド向けの鉄道計画は大幅に縮小された。バルカン社はノース・ブリティッシュ・ロコモティブからの下請けに活路を見出そうとするが、全ての英国の製造会社共々、画餅に帰す。他国との競争は激しさを増すだけでなく、インドが独自に機関車の開発力を身につけた事も衰退に拍車をかけた。

## ディーゼル機関車と電気機関車
バルカン・ファウンドリーは、ディーゼル機関車と電気機関車の経験も有した。1928年、クロコダイルと称された電気機関車をインド向けに31両製造した。1931年にはLMS向けに入換用ディーゼル機関車の試作車両(en:LMS diesel shunter 1831)を製造した。
1938年にはニュージーランド鉄道省からRM形気動車を受注した。1940年に納入したが、1両は輸送中に攻撃され、海中に没した。1948年にはマレー鉄道に10両の電気式ディーゼル機関車を納めた。
バルカン・ファウンドリーは、国内外に多数の機関車を供給した。イギリス国鉄にはネイピア・デルティックを搭載した55形ディーゼル機関車や、ガスタービンエンジンを搭載した試作車両、GT3を製造した。
1962年、事業はイングリッシュ・エレクトリックに吸収された。パックスマンのブランド名でディーゼルエンジンの製造が続けられていたが、1970年には機関車の製造から撤退した。エンジン製造は、船舶用や定置用に絞られたが、BRELの求めに応じて供給し、en:Doncaster Worksやen:Crewe Worksの工場で組み立てられた。

## 身売りと閉鎖
工場は、イングリッシュ・エレクトリックから、ゼネラル・エレクトリック・カンパニー(GEC)へと売却された。のちにGECの鉄道部門の変遷に伴い、GECアルストムを経てアルストム、最終的には2000年にMANに吸収された。2002年、工場は閉鎖された。
工場があった一帯はバルカン工業団地と称されていた。そのすべての施設は2007年10月には取り壊されたが、バルカン・ビレッジと称された社宅が敷地の南の一角に残っている。